# Национальный музей сельского хозяйства и пищевой промышленности (Шренява)

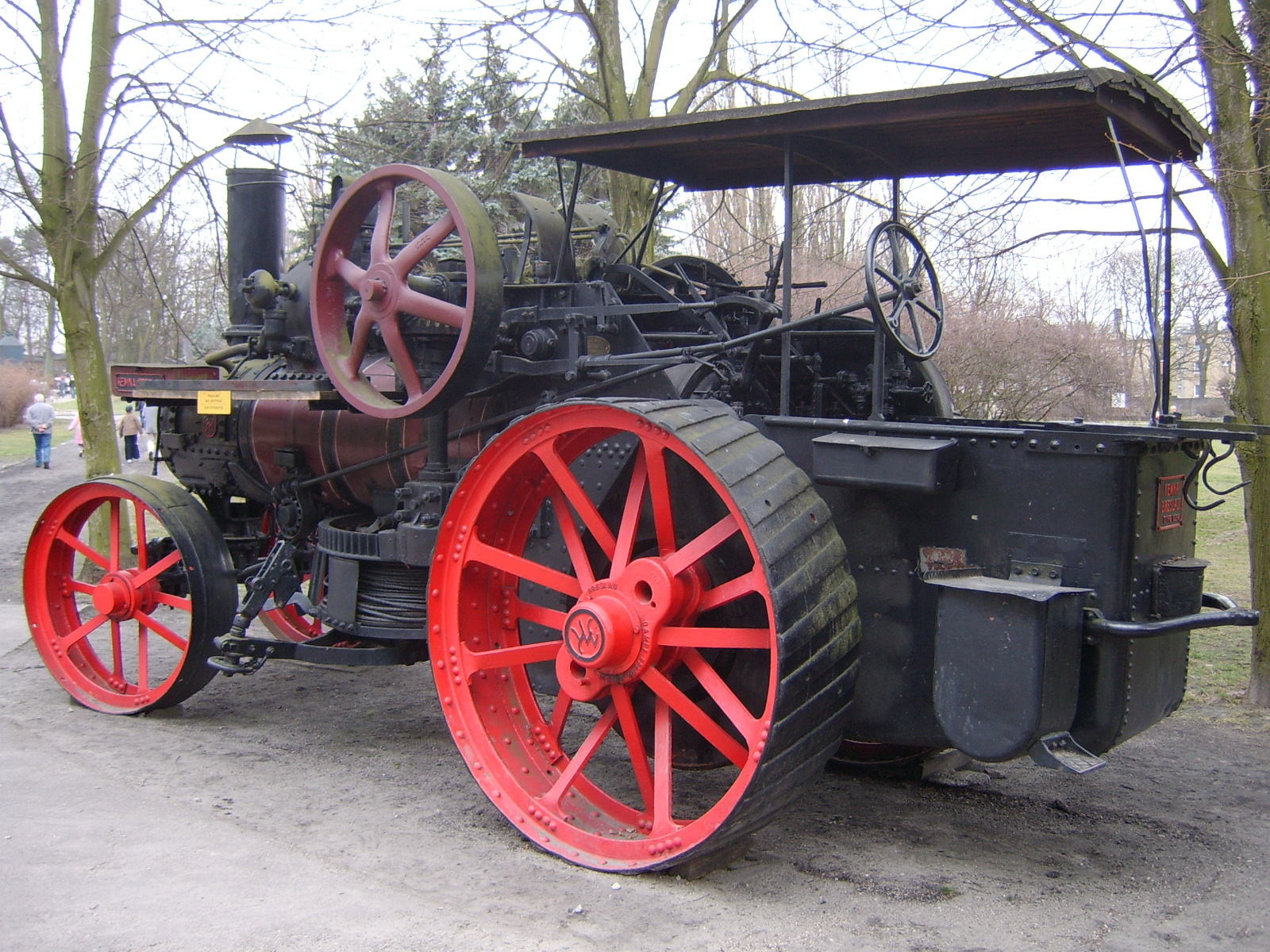
Локомотив фирмы «Kemna-Breslau», 1927 г.

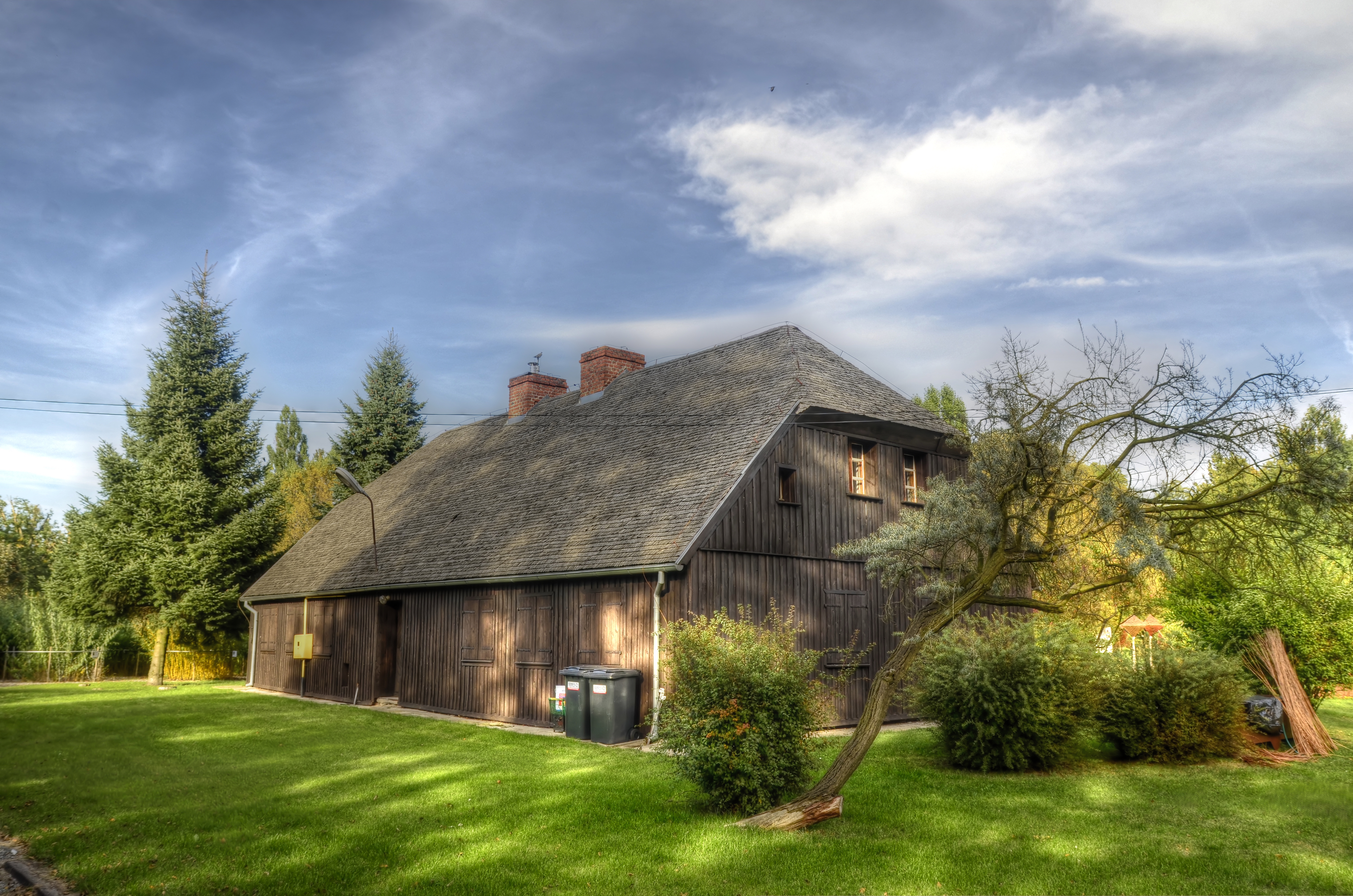
Музей лозоплетения и хмелеводства, Новы-Томысль

Национальный музей сельского хозяйства и пищевой промышленности (пол. Muzeum Narodowe Rolnictwa i Przemysłu Rolno-Spożywczeg) — музей, находящийся в селе Шренява Познанского повята Великопольского воеводства, Польша. Зарегистрирован в Государственном реестре музеев. Администрация музея находится в селе Коморники, ул. Дворцова, 5.

## История
Музей был основан в 1964 году. В 1975 году получил статус Национального музея. Музей продолжает деятельность разрушенного в 1939 году Варшавского музея сельского хозяйства и промышленности В 1964—1998 годах музей принадлежал Министерству промышленности, с 1999 года собственником музея является Орган местного самоуправления Великопольского воеводства.
Музей является членом Ассоциации польских музеев — Великопольский отдел и Общества музеев под открытым небом. Музей также входит в Международное общество сельскохозяйственных музеев (AIMA). В 1998 году музей организовал XII Конгресс Международного общества сельскохозяйственных музеев, который был посвящён методике демонстрации развития сельскохозяйственной технике в музейном деле.
За более, чем 45-летний период своего существования музей собрал более 20 тысяч различных музейных экспонатов, представляющих достижения польской сельской народной материальной и культурной деятельности.
Музей также владеет библиотекой, насчитывающей более 34 тысяч томов и богатый архив, связанный с польским сельским хозяйством.

## Деятельность
Музей осуществляет свои уставные задачи, используя различные формы деятельности. Основной задачей музея является сбор и сохранение музейных материалов, связанный с сельским хозяйством. Музей организует различные научные семинары, развлекательные и образовательные мероприятия, среди которых самыми известными являются ежегодные ярмарки «Jarmark Wielkanocny» (Пасхальная ярмарка), «Festyn Zielonoświątkowy» (Фестиваль на Сошествие Святого Духа), «Wesele wiejskie» (Деревенские праздники) и «Retro Show».
С 1986 года музей занимался изучением памятников и предметов сельского хозяйства в Великопольском воеводстве. Результатом этой работы стал изданный в 1994 году каталог ценных предметов сельского хозяйства всех повятов Великопольского воеводства.

## Филиалы
В настоящее время в состав музея входят пять филиалов:
- Музей природы и охоты в селе Узажово;
- Музей мукомольной и водной техники в селе Ярач;
- Музей лозоплетения и хмелеводства в городе Новы-Томысль;
- Музей пчеловодства в городе Сважендз;
- Музей мясного хозяйства в селе Селинко.